# Hội đồng Chủ quyền Chuyển tiếp
Hội đồng Chủ quyền Chuyển tiếp (tiếng Ả Rập: مجلس السيادة الإنتقالي, đã Latinh hoá: Majlis al-Siyādah al-Intiqālī) là nguyên thủ quốc gia tập thể của Sudan, được thành lập ngày 20 tháng 8 năm 2019, bằng Dự thảo Tuyên ngôn Hiến pháp tháng 8 năm 2019. Hội đồng bị giải tán bởi Chủ tịch Abdel Fattah al-Burhan trong Đảo chính Sudan tháng 10 năm 2021 và được tái lập vào tháng sau đó với các thành viên mới, qua đó chuyển từ chính phủ đoàn kết quốc gia thành chính phủ quân quản.
Theo Điều 10.(b) của Dự thảo Tuyên ngôn Hiến pháp, thiết chế gồm năm thành viên dân sự được chọn bởi liên minh Lực lượng Tự do và Cải cách (FFC), năm đại diện quân sự được chọn bởi Hội đồng Quân sự Chuyển tiếp (TMC), và một thành viên dân sự do FFC và TMC thỏa thuận lựa chọn. Chủ tịch trong 21 tháng đầu tiên là một thành viên quân sự, Abdel Fattah al-Burhan, và trong 18 tháng còn lại là một thành viên dân sự, theo Điều 10.(c). Hội đồng Chủ quyền ban đầu đa phần là nam giới, và chỉ có hai thành viên nữ: Aisha Musa el-Said và Raja Nicola. Theo Điều 19 Dự thảo Tuyên ngôn Hiến pháp, các thành viên Hội đồng Chủ quyền không có tư cách tham gia tranh cử trong cuộc bầu cử được lên kế hoạch sau khoảng thời gian chuyển tiếp.

## Bối cảnh
Sudan từng có một số Hội đồng Chủ quyền gồm nhiều thành viên đóng vai trò là nguyên thủ quốc gia trong thế kỷ 20. Sau hơn nửa năm bất tuân dân sự kéo dài và thay đổi tổng thống từ Omar al-Bashir sang Hội đồng Quân sự Chuyển tiếp (TMC) vào tháng 4 năm 2019 do đảo chính, TMC và liên minh Lực lượng Tự do và Cải cách (FFC) thiết lập Thỏa thuận Chính trị tháng 7 năm 2019 với kết quả là Dự thảo Tuyên ngôn Hiến pháp tháng 8 năm 2019. Các Điều 9.(a) và 10.(a) Dự thảo Tuyên ngôn Hiến pháp tháng 8 năm 2019 đều chuyển vai trò nguyên thủ quốc gia sang cho Hội đồng Chủ quyền.

## Cơ cấu và thành viên
Điều 10.(b) Dự thảo Tuyên ngôn Hiến pháp định nghĩa Hội đồng Chủ quyền gồm năm thành viên dân sự do FFC chọn, năm thành viên quân sự do TMC chọn, và một thành viên dân sự do FFC và TMC "thỏa thuận lựa chọn".
Theo Điều 10.(c) Dự thảo Tuyên ngôn Hiến pháp, trong 21 tháng đầu của khoảng thời gian chuyển tiếp 39 tháng được quy định, chủ tịch Hội đồng Chủ quyền được chọn bởi năm thành viên quân sự của Hội đồng. Trong 18 tháng tiếp theo, người giữ vị trí chủ tịch được các thành viên dân sự lựa chọn.
Các thành viên quân sự của Hội đồng Chủ quyền gồm Đại Tướng Abdel Fattah al-Burhan, Đại Tướng Hemedti, Trung Tướng Yasser al-Atta, Đại Tướng Shams al-Din Khabbashi và Thiếu Tướng Ibrahim Jabir Karim. Hemedti từng là phó chủ tịch Hội đồng Chủ quyền.
Năm thành viên dân sự được FFC lựa chọn là Aisha Musa el-Said của Sáng kiến Tập họp Quốc gia; Siddiq Tawer, một thành viên nổi bật của Đảng Ba'ath Xã hội chủ nghĩa Ả Rập – Khu vực Sudan (và do đó là thành viên của Lực lượng Hiệp đồng Quốc gia) từ vùng Nuba ở Nam Kordofan; Mohamed al-Faki Suleiman của Tập họp Kết đoàn từ Bắc Sudan; Hassan Sheikh Idris (hay Hassan Mohamed Idris), thành viên nổi bật của Đảng Umma Quốc gia (và do đó là thành viên của Tiếng gọi Sudan) từ Kassala; và Mohammed Hassan Osman al-Ta'ishi của Hiệp hội Chuyên gia Sudan. Taha Othman Ishaq (hay Osman), một luật sư và là thành viên của ủy ban đàm phán FFC, đã từ chối đề cử của FFC vào Hội đồng Chủ quyền với lý do liên minh FFC trước đó đã đồng ý rằng các thành viên của ủy ban đàm phán không nên trở thành thành viên của Hội đồng Chủ quyền.
Raja Nicola là thành viên dân sự của Hội đồng Chủ quyền được FFC và TMC cùng lựa chọn. Việc lựa chọn Nicola, thành viên của cộng đồng Người Copt ở Sudan, được coi là biểu tượng của sự tôn trọng tính đa dạng, đặc biệt là đối với những người theo đạo Thiên chúa Sudan.
Vào ngày 5 tháng 2 năm 2021, al-Burhan ban hành một nghị định bổ sung thêm ba thành viên mới vào Hội đồng. Các thành viên mới là lãnh đạo Mặt trận Cách mạng Sudan El Hadi Idris Yahya, lãnh đạo Phong trào Giải phóng Nhân dân Sudan- Phía Bắc Malik Agar, và lãnh đạo Phong trào Giải phóng Sudan vì Công lý-Karbino El Tahrir Abubakr Hajar.

### Danh sách thành viên (2019-2021)
Hội đồng có 14 thành viên như sau:
- Abdel Fattah al-Burhan (chủ tịch)
- Hemedti (phó chủ tịch)
- Yasser al-Atta
- Shams al-Din Khabbashi
- Ibrahim Jabir Karim
- Aisha Musa el-Said
- Siddiq Tawer
- Mohamed al-Faki
- Hassan Sheikh Idris
- Mohammed Hassan al-Ta'ishi
- Raja Nicola
- El Hadi Idris Yahya
- Malik Agar
- El Tahrir Abubakr Hajar

### Danh sách thành viên (2021-nay)
Al-Burhan đã tái lập Hội đồng vào ngày 11 tháng 11 năm 2021 với các thành viên quân đội và phiến quân tương tự, nhưng tất cả các thành viên dân sự đều bị thay thế, trừ một người. Ghế dành cho một đại diện dân sự từ Đông Sudan bị để trống. Các thành viên là:
- Abdel Fattah al-Burhan (chủ tịch)
- Hemedti (phó chủ tịch; rời vị trí trong Hội đồng vào năm 2023)
- Malik Agar (giữ vị trí phó chủ tịch vào năm 2023)[20]
- Shams al-Din Khabbashi
- Yasser al-Atta
- Ibrahim Jabir Karim
- El Hadi Idris Yahya
- El Tahrir Abubakr Hajar
- Raja Nicola
- Abdulgasim Bortom
- Yousef Jad Karim
- Abdelbagi al-Zubeir
- Salma Abdeljabbar

### Sự tham gia của phụ nữ
Hội đồng Chủ quyền chủ yếu là nam giới, với hai trong số mười một thành viên là nữ: Aisha Musa el-Said và Raja Nicola. Ở cấp độ thấp hơn, Siham Osman được đề cử làm Thứ trưởng Bộ Tư pháp và thay mặt Bộ trưởng Bộ Tư pháp thực hiện nhiệm vụ khi Bộ trưởng đi công tác.
Liên đoàn Phụ nữ Sudan nêu quan điểm rằng phụ nữ đã đóng vai trò quan trọng như nam giới trong những thay đổi chính trị năm 2019 và rằng phụ nữ Sudan "có quyền ngang bằng 50-50 với nam giới ở mọi cấp độ, xét theo trình độ và năng lực".

### Tư cách tranh cử vào năm 2022
Theo Điều 19 của Dự thảo Tuyên ngôn Hiến pháp tháng 8 năm 2019, mười một thành viên của Hội đồng Chủ quyền trong thời kỳ chuyển tiếp bị cấm (cùng với các bộ trưởng và các nhà lãnh đạo chuyển tiếp cấp cao khác) tham gia cuộc Tổng tuyển cử Sudan năm 2022 dự kiến kết thúc thời kỳ chuyển tiếp.

## Quyền lực
Điều 11.(a) liệt kê 17 quyền lực chính trị do Hội đồng Chủ quyền nắm giữ, bao gồm việc bổ nhiệm Thủ tướng, công nhận người giữ vị trí lãnh đạo của một số cơ quan nhà nước, quyền tuyên chiến hoặc ban bố tình trạng khẩn cấp, và ký kết và phê chuẩn các thỏa thuận quốc gia và quốc tế.

### Phân chia quyền lực
Vào ngày 24 tháng 10, Hiệp hội Chuyên gia Sudan (SPA) cáo buộc các thành viên dân sự của Hội đồng Chủ quyền dường như đã vi phạm các giới hạn quyền lực hiến định bằng cách phối hợp với Lực lượng Hỗ trợ Nhanh (RSF) và phủ nhận vai trò của Bộ Y tế trong việc quản lý kiểm soát véc tơ chống lại sự lây lan của bệnh sốt xuất huyết và chikungunya. SPA tuyên bố, "chiến dịch dường như là dịp [RSF] can thiệp trực tiếp vào tình hình y tế tại các bang liên quan, khi không có sở y tế ở cấp liên bang hoặc cấp bang. ... [Toàn bộ] vấn đề y tế không phải là đặc quyền của Hội đồng Chủ quyền." Tờ Sudan Tribune bày tỏ lo ngại rằng RSF và lãnh đạo của cơ quan này Hemetti đang cố gắng cải thiện hình ảnh của RSF, vốn đã bị hủy hoại bởi hành động tội ác chống lại loài người trong Chiến tranh Darfur và các xâm phạm quyền con người trong thảm sát Khartoum ngày 3 tháng 6 năm 2019.

## Cơ chế ra quyết định
Theo Điều 11.(c) của Dự thảo Tuyên ngôn Hiến pháp, Hội đồng Chủ quyền đưa ra quyết định dựa trên đồng thuận, hoặc khi không thể đồng thuận, bằng đa số hai phần ba (tám thành viên).

## Hành động
Hội đồng đã ban bố tình trạng khẩn cấp tại Port Sudan trong cuộc đụng độ giữa các bộ lạc khiến 16 người thiệt mạng vào ngày 26 tháng 8 năm 2019.
Vào tháng 11 năm 2019, chính phủ của Abdalla Hamdok đã bãi bỏ mọi luật hạn chế quyền tự do trang phục, di chuyển, giao lưu, làm việc và học tập của phụ nữ. Vào ngày 22 tháng 4 năm 2020, chính phủ chuyển tiếp đã ban hành một sửa đổi đối với luật hình sự, tuyên bố rằng bất kỳ ai thực hiện cắt âm vật tại cơ sở y tế hoặc nơi khác sẽ bị phạt ba năm tù và phạt tiền.

## Giải tán
Vào ngày 25 tháng 10 năm 2021, trong cuộc đảo chính Sudan tháng 10 năm 2021, Chủ tịch Abdel Fattah al-Burhan đã giải tán Hội đồng và cách chức Thủ tướng Abdalla Hamdok. Ông tái lập Hội đồng với dàn thành viên mới vào ngày 11 tháng 11 năm 2021. Vào ngày 21 tháng 11 năm 2021, al-Burhan đã ký một thỏa thuận với Hamdok, theo đó ông này được phục chức thủ tướng, trả tự do cho tất cả các tù nhân chính trị bị giam giữ trong cuộc đảo chính và khôi phục Dự thảo Tuyên ngôn Hiến pháp năm 2019.